# 上覧相撲
上覧相撲（じょうらんずもう）は、将軍の観戦する大相撲のこと。

## 概要
広義には、鎌倉時代や室町時代にも上覧相撲は行われていた。これは武芸としての相撲の技を、武士が主君である将軍に披露し競いあったものである。また戦国大名もしばしば相撲大会を催し、優秀な者は家臣に取り立てることもあった。
鎌倉時代には『吾妻鏡』に相撲奉行という役名が出てくるが、これは上覧相撲の進行、事務の監督など行ったものであり、勝負を裁いたものではない。
狭義の上覧相撲は、興行としての勧進相撲の成立した江戸時代、11代・徳川家斉と12代・徳川家慶の時代に、いずれも江戸城吹上で計7回催されたものを指して言う。
力士を抱える諸大名にすると、「上様の覚えめでたき」を得られるかどうかがかかっていた。各力士は主君からその旨を厳しく申し付けられ、場合によっては抱えを解かれることさえあった。そのため、上覧相撲は本場所以上の真剣勝負の場となり、当時よくあった預りや無勝負も、上覧にかぎっては適用されなかった。
幕府側の思わくとしては上覧相撲によって「寛政の改革」で娯楽を制限された庶民の不満をかわしつつ、江戸相撲側に対して相撲興行の地位を確たるものにする絶好の機会を与えるというものがあったとされる。

## 上覧相撲の一覧
- 寛政3年6月11日（1791年7月11日）

吉田司家の吉田追風、町奉行・池田筑後守から認められず、6月10日（7月10日）になって老中・戸田采女正から行司を命じられた。
谷風、小野川が横綱土俵入りを披露（公式の横綱土俵入りはこれが初めて）。
雷電が陣幕に公式の土俵で初黒星。
谷風 - 小野川の結びの一番で小野川が「待った」、行司・吉田追風は「呼吸は合っていた、これを嫌った小野川は気合いですでに負けている」として谷風に軍配をあげる。幕閣の説得にもついに応じず、公式の勝負付にも「キマケ」（気負け）の表記が残る。
- 寛政6年（1794年）5月
- 享和2年（1802年）12月 - 雷電が幕下力士五人掛けを披露。
- 文政6年（1823年）4月
- 文政13年（1830年）3月 - 阿武松と稲妻が横綱土俵入り。

結びの一番で阿武松が「待った」、寛政3年（1791年）の小野川の「気負け」を覚えていた将軍・家斉は、「なぜ稲妻の勝ちにならない?」と側用人に質したという。
- 天保14年閏9月25日（1843年11月16日） - 不知火が横綱土俵入り。
- 嘉永2年4月18日（1849年5月10日） - 秀ノ山が横綱土俵入り。

### 備考
寛政3年（1791年）の最初の上覧相撲は、大坂相撲や京都相撲に遅れをとっていた江戸相撲がこれを挽回するために企図した側面も強い。興行政策上のものだった横綱制度も、上覧を得て権威づけがなされることになった。小野川の「気負け」の逸話にしても、上覧を機に相撲家元の地位を確固としたかった追風のパフォーマンスだったという説もある。